# Marzia Kjellberg
Marzia Kjellberg, född Marzia Bisognin, 21 oktober 1992 i Arzignano, är en italiensk internetpersonlighet. Hon var tidigare aktiv youtubare, där hon bland annat gjorde videor om smink, matlagning och annat under namnet CutiePieMarzia. Hennes kanal hade 2014, när den fortfarande var aktiv, fler än tre miljoner följare.
Hon är sedan 2019 gift med Felix Kjellberg, även känd som Pewdiepie. Den 12 juli 2023 föddes deras första son, Björn Kjellberg.